# Артамонова (Абатский район)
Артамонова — деревня в Абатском районе Тюменской области России. Входит в состав Банниковского сельского поселения.

## История
В «Списке населенных мест Российской империи» 1871 года издания (по сведениям 1868—1869 годов) населённый пункт упомянут как казённая деревня Артамонова (Мысли) Ишимского округа Тобольской губернии, при речке Мыслях, расположенная в 56 верстах от окружного центра города Ишим. В деревне насчитывалось 40 дворов и проживало 315 человек (119 мужчин и 196 женщин).
В 1926 году в деревне имелось 70 хозяйств и проживал 321 человек (159 мужчин и 162 женщины). В административном отношении Артамонова входила в состав Сычевского сельсовета Абатского района Ишимского округа Уральской области.

## География
Деревня находится в юго-восточной части Тюменской области, в лесостепной зоне, в пределах Ишимской равнины, на правом берегу реки Мысли (приток Ишима), на расстоянии примерно 25 километров (по прямой) к юго-западу от села Абатское, административного центра района. Абсолютная высота — 79 метров над уровнем моря.

### Часовой пояс
Артамонова, как и вся Тюменская область, находится в часовой зоне МСК+2. Смещение применяемого времени относительно UTC составляет +5:00.

## Население
| 1989 | 2002 | 2010 |
| ---- | ---- | ---- |
| 35   | ↘34  | ↘16  |

Гендерный состав
По данным Всероссийской переписи населения 2010 года в гендерной структуре населения мужчины составляли 50 %, женщины — соответственно также 50 %.
Национальный состав
Согласно результатам переписи 2002 года, в национальной структуре населения русские составляли 94 % из 34 чел.

## Улицы
Уличная сеть деревни состоит из одной улицы (ул. Зелёная).